# Alexander Nabben
Alexander Franziskus Nabben (* 9. Mai 1953; † 5. Dezember 2018) war ein deutscher Vegetarier, Koch, Aktivist und Sachbuchautor. Ohne eine Berufsausbildung oder ein Studium absolviert zu haben, war Nabben in allem, was er tat, ein Autodidakt.
1980 gründete Nabben im Münchner Werkhaus in München-Neuhausen am Rotkreuzplatz Münchens erstes vegetarisches Nichtraucher-Café Wildwuchs.
Die Idee dazu hatte er vom Farmprojekt Irland, einer veganen Lebensgemeinschaft (Ableger der spirituellen US-Großkommune "The Farm"), mitgebracht.
Das Café wurde 1981 eröffnet.
Mitte der 1980er Jahre zog Nabben in die Göttinger Region. Dort eröffnete er mit dem "Morgenland" in der Angerstraße in Göttingen das erste vegetarische Restaurant der Stadt, das nach einiger Zeit jedoch ökonomisch scheiterte. Er belieferte als deutscher Tofu-, Seitan- und Vegi-Burger-Pionier Bioläden und den entstehenden Naturkost-Großhandel, war mit mobilen Ständen bei Öko-Märkten aktiv und bekochte Fahrrad-Protesttouren gegen Autobahnprojekte und für eine klimafreundliche Verkehrspolitik, wie die Tour de Natur. Nabben war Initiator und Sprecher der Bundesarbeitsgemeinschaft biologischer Sojaproduzenten, zu einer Zeit, als es noch jahrelange Prozesse mit der deutschen Agrarlobby um die Zulassung von Tofu als Lebensmittel gab. Zudem gab Nabben vegetarische Kochkurse. Im Jahr 2008 hielt Nabben einen Vortrag mit dem Titel Milk is more than White Blood auf dem 38sten Kongress der Internationalen Vegetarier-Union.
Nachdem Nabben in das Allgäu übersiedelte (zunächst nach Isny, dann nach Aichstetten) gründete er das Allgäuer VEGAN Projekt, wo er bis zu seinem Tod lebte, Bücher schrieb und Vorträge hielt.

## Werke
- Tofu vegan: Köstlich kochen und backen mit Tofu, pala verlag gmbh, 2011, ISBN 978-3895662836
- Brandstiftung im Purzelbaum: Märchen, Packpapier, 2009, ISBN 978-3931504410
- Kochen und backen mit Tofu. Vegetarische Rezepte ohne tierisches Eiweiß, pala, 2005, ISBN 978-3895661587
- Vegane Schikane, Alle Achtung für Mensch, Tiere und Pflanzen, Verlag: Packpapier, 2003, ISBN 978-3931504359
- Satansbraten SEITAN Buddha-Speise vom Dach der Welt, Packpapier Verlag, 2002, ISBN 978-3931504342
- Die Milch macht's kaputt – Milch Markt Macht, Packpapier, ISBN 978-3931504458
- Not am Mann – ein Männerbuch, Verlag: Packpapier, ISBN 978-3931504465
- Sojaküche – vielseitig und gesund, Pala, 1985, ISBN 978-3923176267